# Wapen van bisdom Rotterdam

Het wapen van het bisdom

Het wapen van het bisdom Rotterdam werd op 30 januari 2004  door de Hoge Raad van Adel aan het bisdom Rotterdam toegekend. Het wapen is deels gebaseerd op het wapen van de gemeente Rotterdam. Gelijk aan de meeste bisdomswapens van Nederland toont het wapen een kruis, het kruis zelf is groen.

## Blazoenering
De blazoenering van het wapen luidt als volgt:
In zilver een kruis van sinopel, in het eerste kwartier vergezeld van een rooster van keel. Het schild gedekt met een gouden, met edelstenen bezette mijter waarvan ter weerszijden van het schild twee gouden, van keel gevoerde linten met gouden franje afhangen, de uiteinden beladen met een breedarmig kruisje van keel; achter het schild, schuingekruist, een gouden kromstaf, de krul naar buiten gericht, en een gouden, met edelstenen bezet kruis met lelievormige uiteinden.
Het wapen is van zilver met een groen kruis. Het kruis deeld het schild op in vier kwartieren, alleen het eerst kwartier is beladen. In het eerste kwartier is een rood rooster van sint Laurentius, patroonheilige van het bisdom.

## Vergelijkbare wapens

Het wapen van de gemeente Rotterdam
Het wapen van het aartsbisdom Utrecht
Het wapen van het bisdom Haarlem voor de naamswijziging naar Haarlem-Amsterdam
Het wapen van bisdom Haarlem-Amsterdam
Het wapen van het bisdom Roermond
Het wapen van het bisdom Groningen-Leeuwarden
Het wapen van het bisdom Groningen voor de naamswijziging naar Groningen-Leeuwarden